# Hancea
Genre
Synonymes
- Cordemoya Baill.[2]
- Deuteromallotus Pax & K. Hoffm.[2]

Hancea est un genre de plantes à fleurs de la famille des Euphorbiaceae.

## Liste des espèces
Selon World Checklist of Selected Plant Families (WCSP) (21 janvier 2018) :
- Hancea acuminata (Baill.) S.E.C.Sierra, Kulju & Welzen (2007)
- Hancea capuronii (Leandri) S.E.C.Sierra, Kulju & Welzen (2007)
- Hancea cordatifolia (Slik) S.E.C.Sierra, Kulju & Welzen (2007)
- Hancea eucausta (Airy Shaw) S.E.C.Sierra, Kulju & Welzen (2007)
- Hancea grandistipularis (Slik) S.E.C.Sierra, Kulju & Welzen (2007)
- Hancea griffithiana (Müll.Arg.) S.E.C.Sierra, Kulju & Welzen (2007)
- Hancea hirsuta (Elmer) S.E.C.Sierra, Kulju & Welzen (2007)
- Hancea hookeriana Seem. (1857)
- Hancea inhospita McPherson, Adansonia, sér. 3 (2012)
- Hancea integrifolia (Willd.) S.E.C.Sierra, Kulju & Welzen (2007)
- Hancea kingii (Hook.f.) S.E.C.Sierra, Kulju & Welzen (2007)
- Hancea longistyla (Merr.) S.E.C.Sierra, Kulju & Welzen (2007)
- Hancea papuana (J.J.Sm.) S.E.C.Sierra, Kulju & Welzen (2007)
- Hancea penangensis (Müll.Arg.) S.E.C.Sierra, Kulju & Welzen (2007)
- Hancea spinulosa (McPherson) S.E.C.Sierra, Kulju & Welzen (2007)
- Hancea stipularis (Airy Shaw) S.E.C.Sierra, Kulju & Welzen (2007)
- Hancea subpeltata (Blume) M.Aparicio ex S.E.C.Sierra, Kulju & Welzen (2007)
- Hancea wenzeliana (Slik) S.E.C.Sierra, Kulju & Welzen (2007)

## Synonyme
- Boutonia Bojer ex Baill., à ne pas confondre avec Boutonia DC.